# Fojtovice (Krupka)
Fojtovice (německy Voitsdorf) je ves (administrativní část města Krupky), která se nachází při hranicích se SRN necelých 9 km severně od Teplic a 4 km severně od Krupky na hřebeni Krušných hor, v nadmořské výšce 710 až 730 metrů. První písemná zmínka o vsi Voytsdorff se datuje k roku 1446. Při sčítání lidu roku 2011 měly Fojtovice ve 14 domech 55 obyvatel. Zhruba kilometr jižně od vsi se na hranici katastrů Fojtovic a Horní Krupky, další z místních částí města, zvedá návrší Komáří hůrka (807 m) s vyhlídkovou restaurací a horní stanicí sedačkové lanovky z Bohosudova.

## Obyvatelstvo
| | 1869  | 1880  | 1890  | 1900  | 1910  | 1921  | 1930  | 1950 | 1961 | 1970 | 1980 | 1991 | 2001 | 2011 |
| --- | ----- | ----- | ----- | ----- | ----- | ----- | ----- | ---- | ---- | ---- | ---- | ---- | ---- | ---- |
| Obyvatelé | 2 288 | 2 241 | 1 927 | 1 926 | 1 910 | 1 620 | 1 512 | 47   | 60   | 120  | 92   | 72   | 95   | 55   |
| Domy | 380   | 387   | 379   | 405   | 367   | 365   | 359   | 259  | .    | 11   | 10   | 12   | 14   | 14   |
| Tabulka obsahuje údaje zaniklých vesnice Habartice a Mohelnice. Počet domů z roku 1961 je zahrnut v domech místní části Krupka. |       |       |       |       |       |       |       |      |      |      |      |      |      |      |

## Pamětihodnosti
- Velká pinka na Komáří hůrce
- Přírodní památka Pod Lysou horou

## Galerie

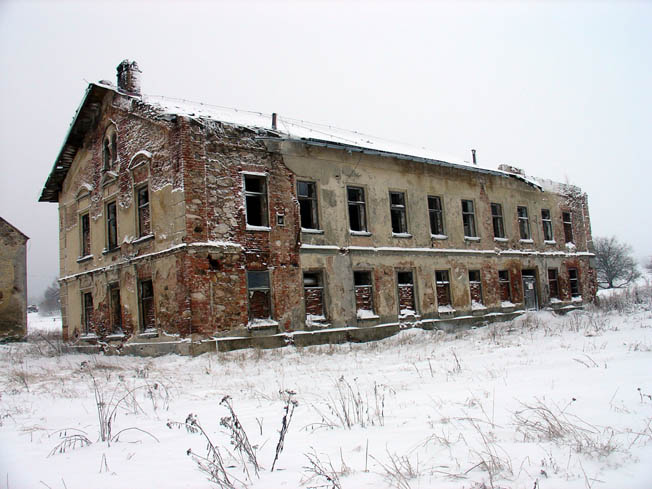
Bývalý sál a továrna na klobouky z roku 1880
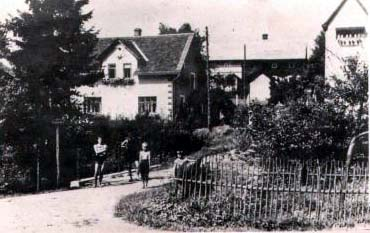
Fojtovice v roce 1933